# St.-Mang-Brunnen

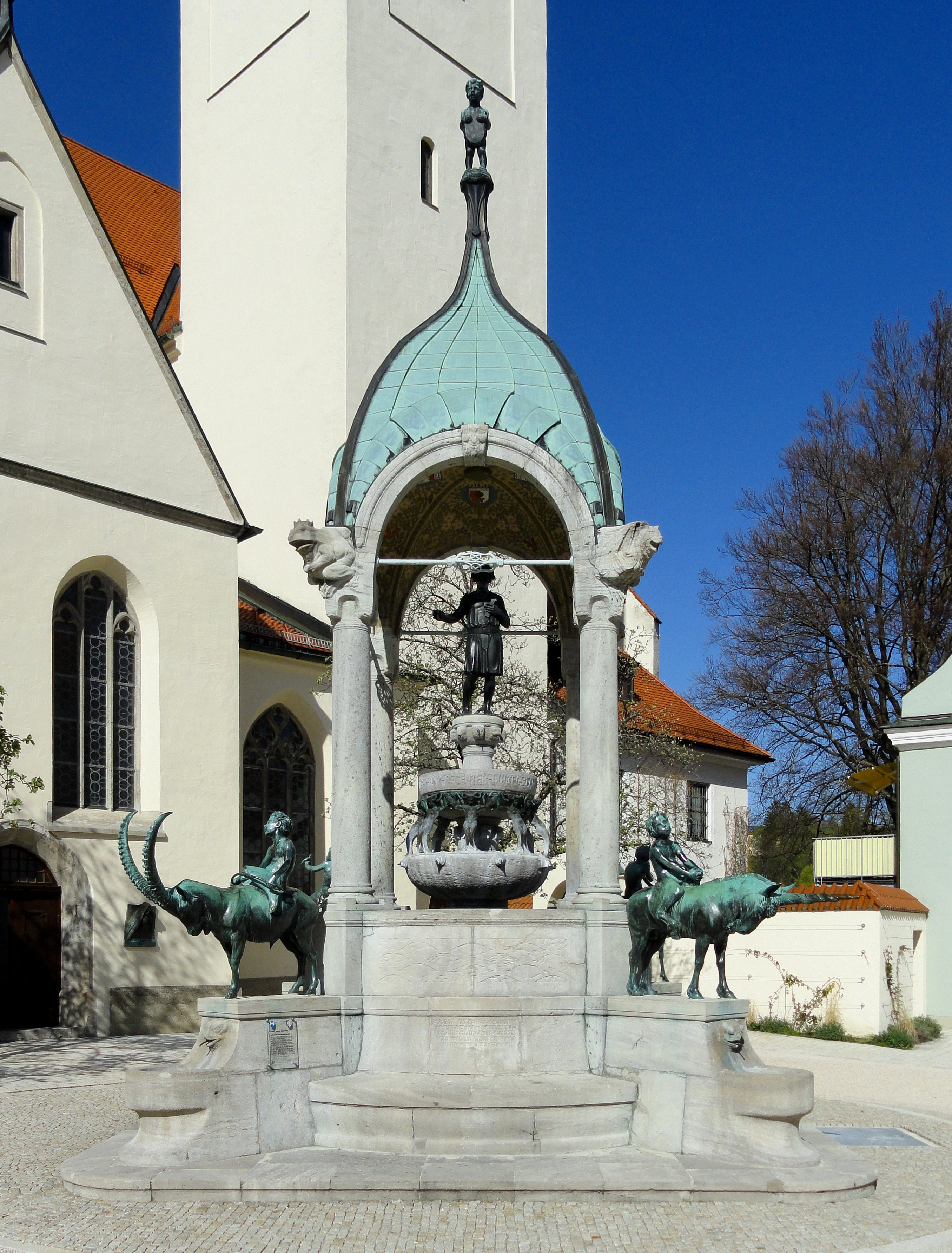
Der St.-Mang-Brunnen auf dem Kirchplatz der St.-Mang-Kirche in Kempten.

Der St.-Mang-Brunnen (selten auch Mangbrunnen) ist ein im Jahr 1905 vom Bildhauer Georg Wrba ausgeführter, mit einem Baldachin überdachter Brunnen auf dem St.-Mang-Platz bei der St.-Mang-Kirche in Kempten (Allgäu). Der in Jugendstilformen gehaltene Brunnen mit seinen lebensgroßen Bronzeplastiken steht unter Denkmalschutz.

## Geschichte
Die Stadt Kempten lobte 1905 einen Wettbewerb für einen neuen Brunnen aus. Aus diesem Wettbewerb ging ein Entwurf von Georg Wrba (1872–1939) siegreich hervor. Um einen passenden Standort am Kirchplatz zu finden, baute man ein auf Rollen fahrbares 1:1-Modell des Brunnens aus Holz. Es wurde auf dem Kirchplatz so lange hin und her geschoben, bis die am geeignetsten erscheinende Stelle gefunden war. Jede Position des Modells wurde dabei fotografisch dokumentiert. Man entschied sich für die heutige Stelle in der Ecke am Kirchturm von St. Mang, um weiterhin ausreichend Platz für Märkte und andere Veranstaltungen freizuhalten.
Georg Wrba erhielt in Anerkennung dieses Werks den Titel Professor.

## Beschreibung
Der aus dem Erbe von Christian Marco Calgèer (1819–1898), einem Kaufmann und Mäzen aus Kempten, finanzierte Brunnen zeigt den heiligen Magnus von Füssen, der als „Apostel des Allgäus“ verehrt wird. Abweichend von der traditionellen Darstellung des Heiligen als Mönch zeigt Wrbas Plastik ihn im kurzen Gewand als jungen Mann, als „christlichen Siegfried“. In einer Hand hält er ein Kruzifix, die andere ist im Segensgestus gehoben.
Das Kreuzgewölbe des auf vier Säulen ruhenden Baldachins über der Magnusplastik ist mit dichtem Rankenwerk und vier Wappen bemalt, dem ehemaligen deutschen Reichswappen und den Wappen von Bayern, Augsburg und Kempten. Neben Blüten kann man im Rankenwerk folgende Tiere sehen: Eichkätzchen, Eichelhäher, Kohlmeise, Grünspecht, Buchfink.
Um das große Brunnenbecken herum sind an den Säulen des Baldachins Bronzeplastiken von Tieren mit Reitern postiert. Neben drei realen Lebewesen (Hirsch, Hirschkuh und Steinbock) zieht ein Einhorn die Blicke auf sich. Die Knaben, die auf den Tieren reiten, stehen sinnbildlich für die vier Elemente; einer hat Menschenfüße, die anderen Vogelkrallen, Flossen beziehungsweise Hufe. Unter den Tierköpfen befindet sich jeweils eine in den Stein gemeißelte Maskarone. Aus dem Mund dieser Masken fließt ein Wasserstrahl in ein kleines Becken.

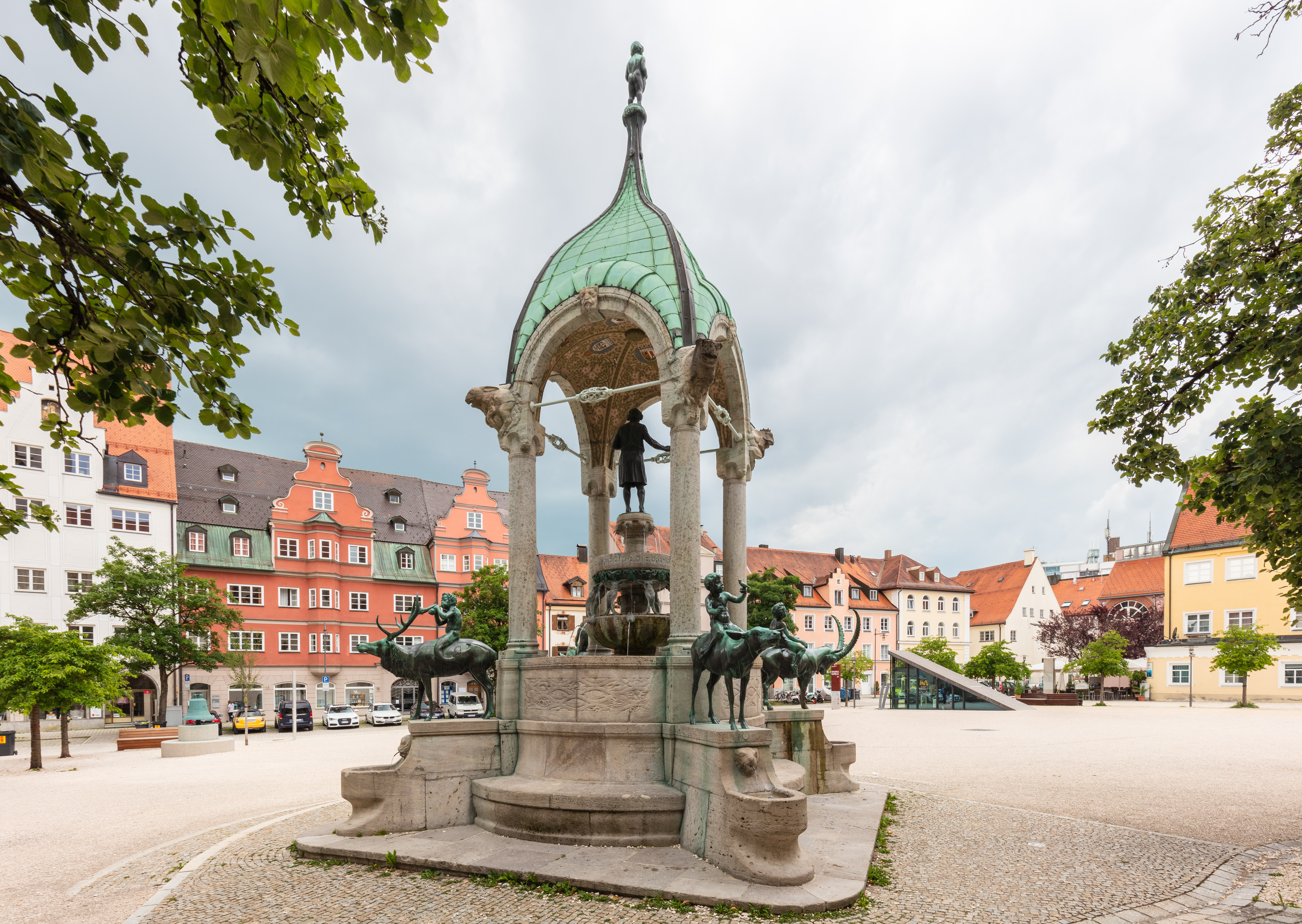
Brunnen und St.Mang-Platz
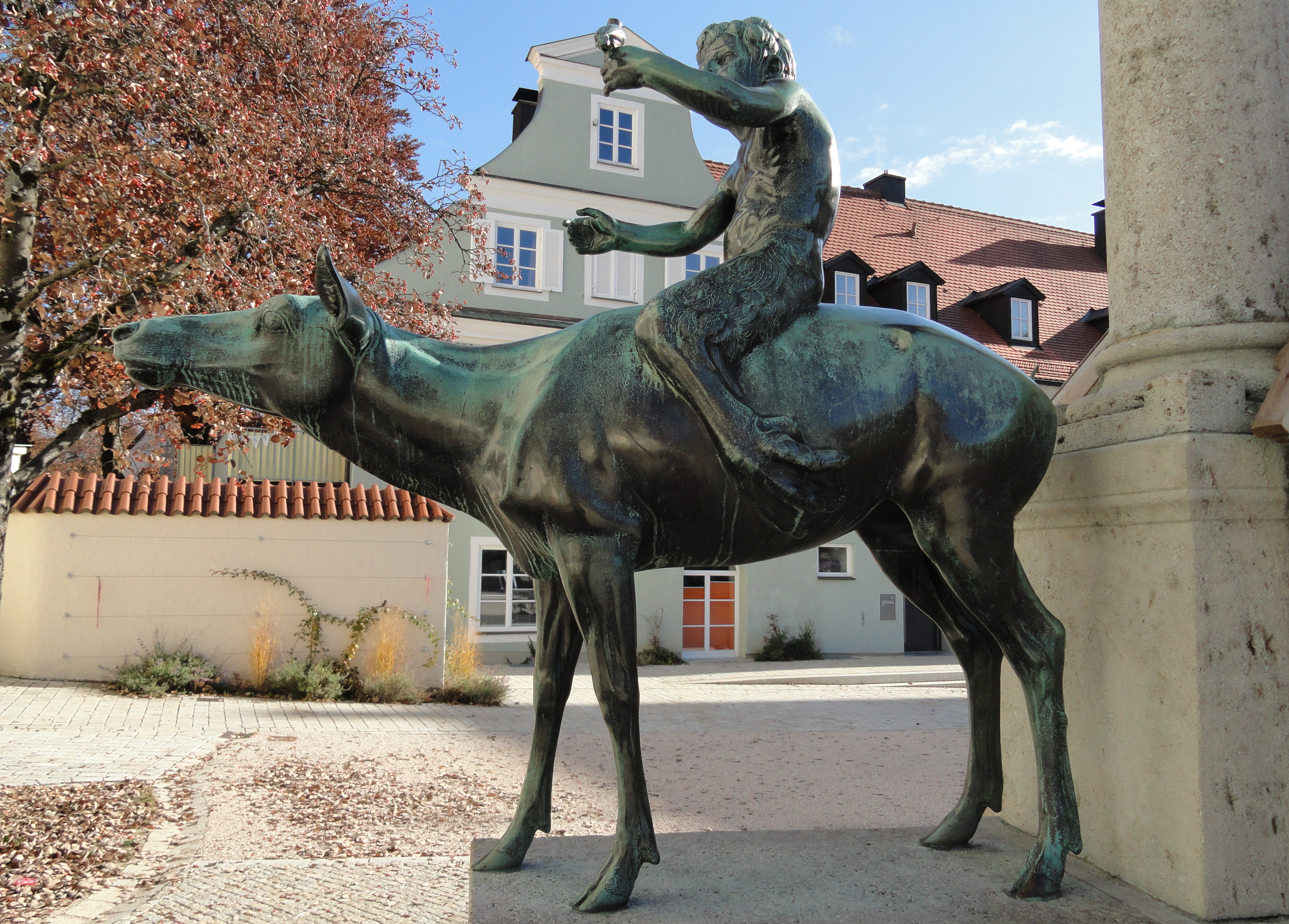
Hirschkuh
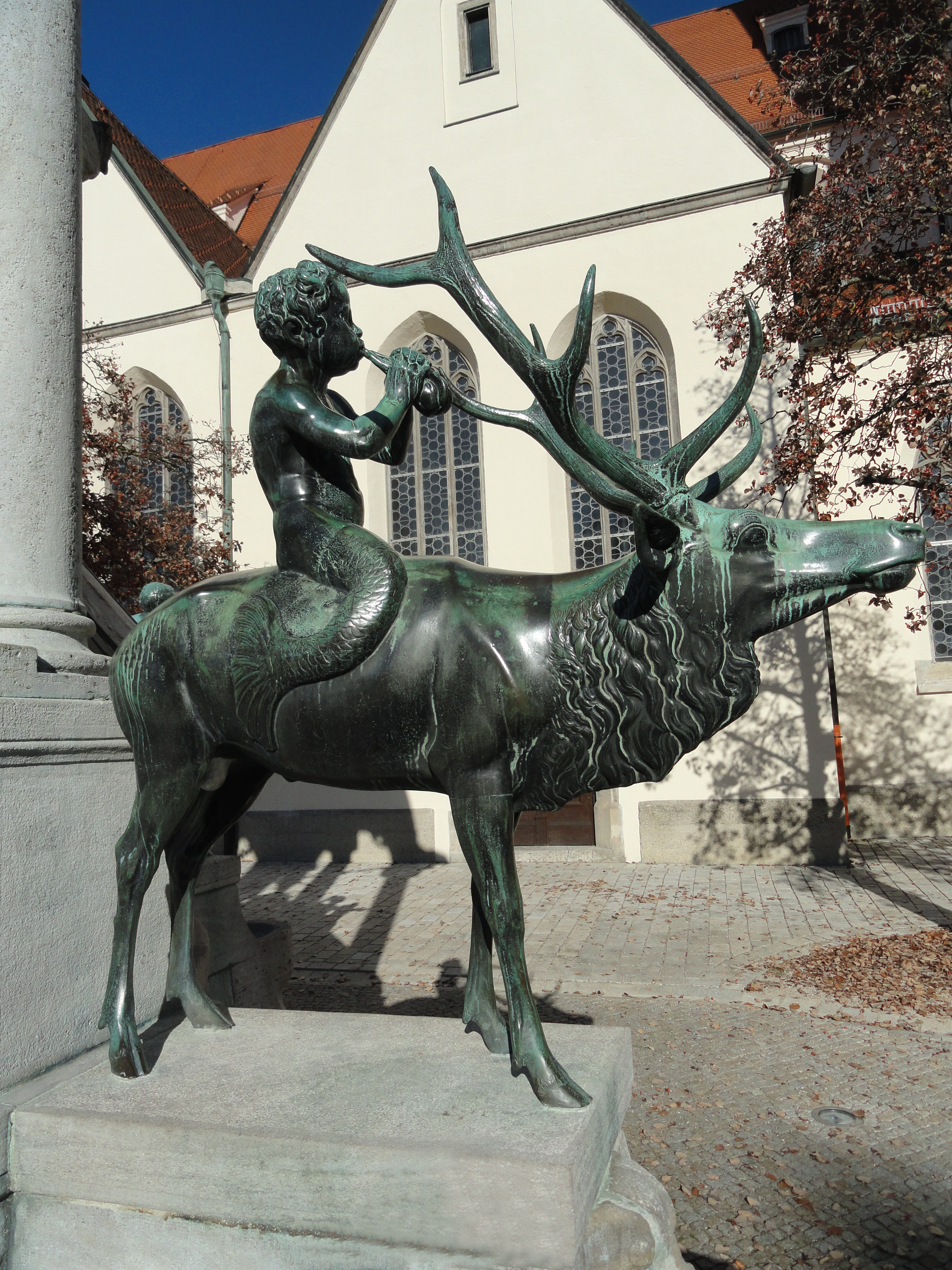
Hirsch
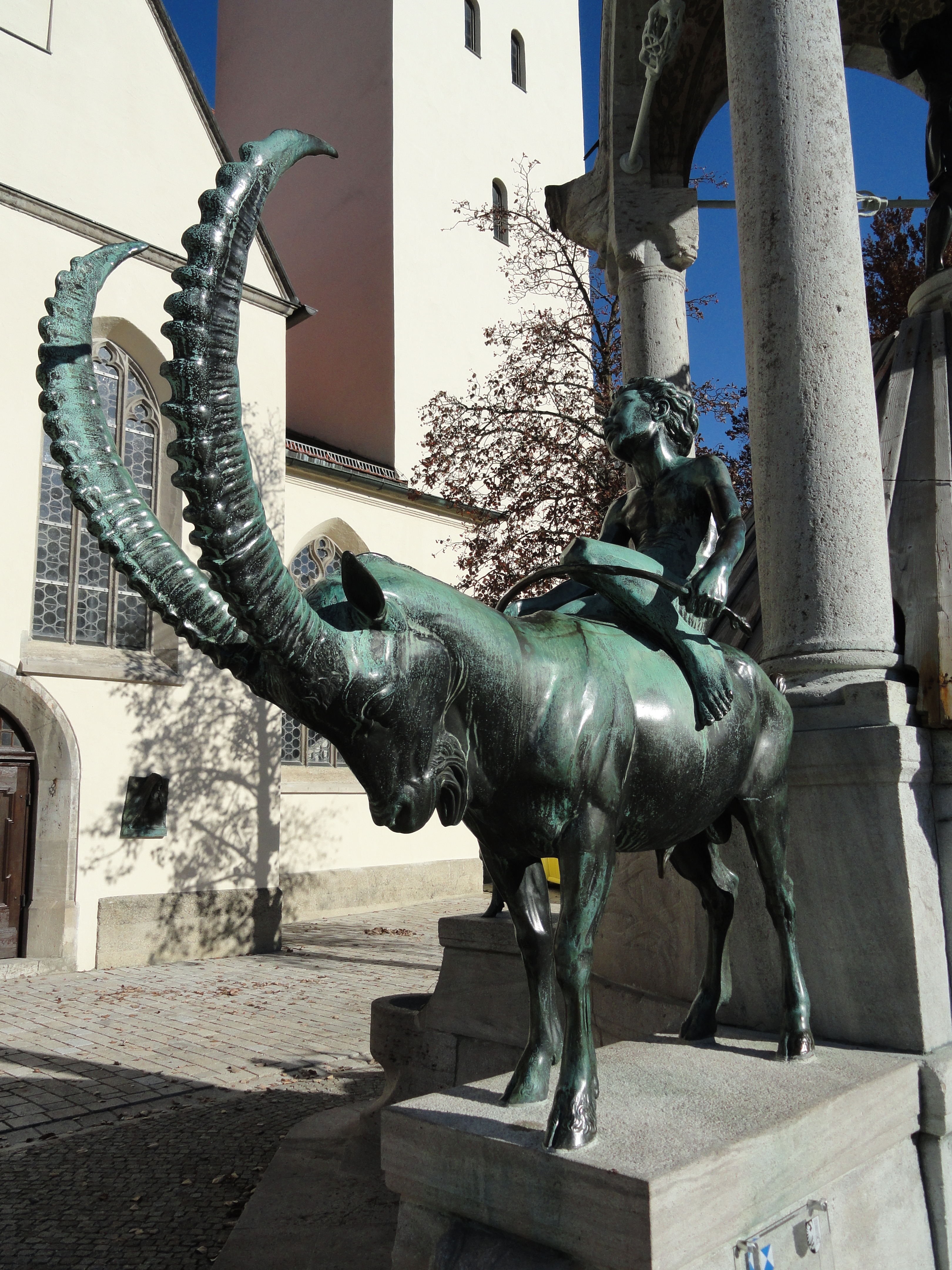
Steinbock
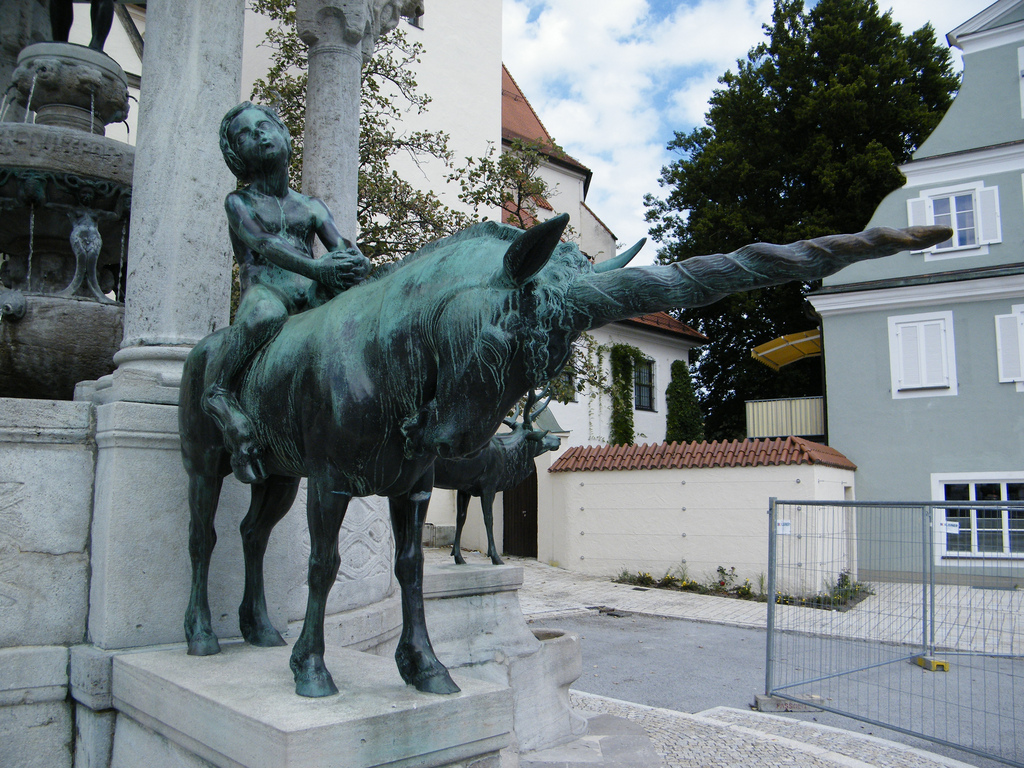
Einhorn
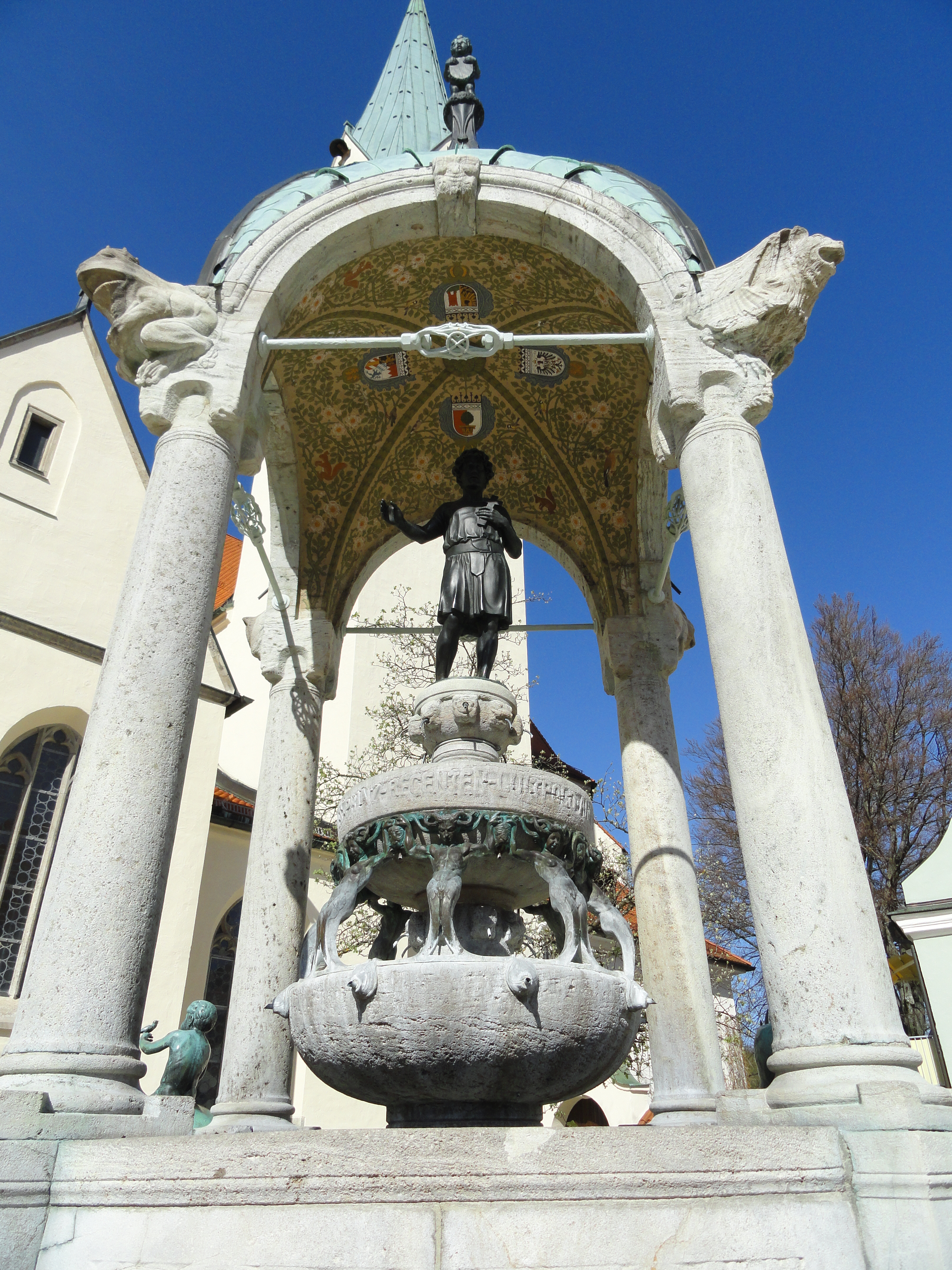
Bemalter Baldachin über der Figur des Heiligen
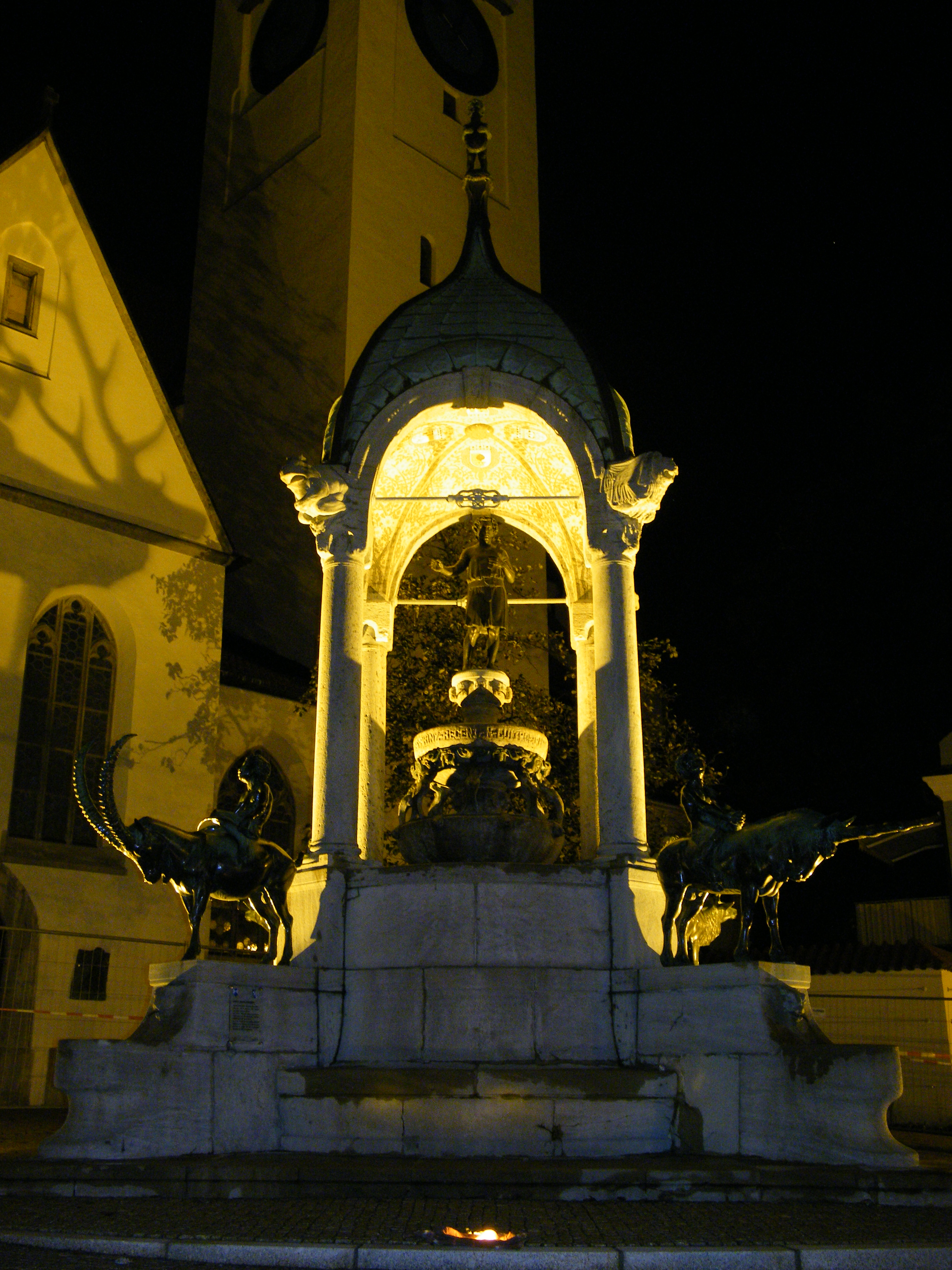
Nächtliche Beleuchtung